# Faucigny (Region)

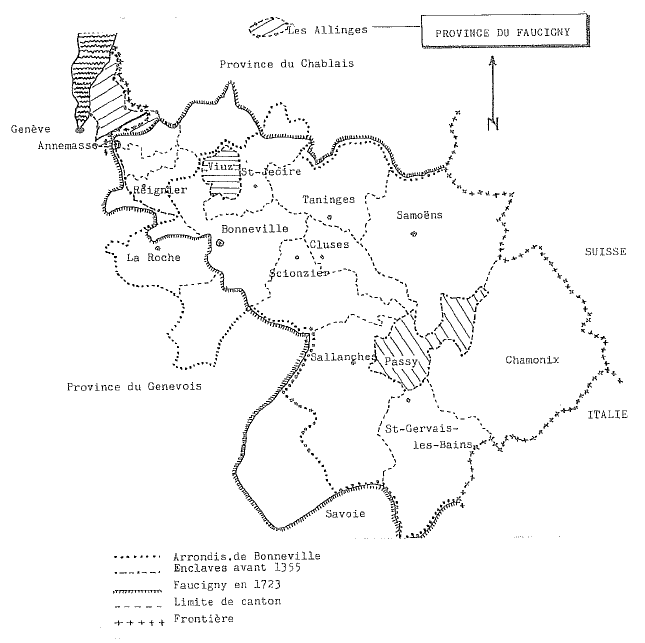
Karte des Faucigny

Die Region Faucigny (früher italienisch Fossignì) ist eine Landschaft im früheren Savoyen im Tal der Arve und nördlich des Mont-Blanc-Massivs. Sie entspricht ungefähr dem Arrondissement Bonneville des französischen Departements Haute-Savoie. Die Hauptorte der Landschaft sind Bonneville, Sallanches, Saint-Gervais-les-Bains und Chamonix. Faucigny verdankt seinen Namen dem gleichnamigen Schloss aus dem 10. Jahrhundert, dessen Ruinen sich über der Straße zwischen Genf und Bonneville befinden.